# Expocómic
El Saló Internacional del Còmic de Madrid, més conegut com a Expocómic, és un esdeveniment de còmics que se celebra anualment a Madrid des de 1998. Va comptar amb el patrocini de l'Ajuntament de Madrid i del Ministeri d'Educació, Cultura i Esports; ho organitza l'Associació Espanyola d'Amics del Còmic (AEAC), i ha estat dirigit per Paul de Munck i actualment per Emilio Gonzalo.
Se'l considera el segon en importància a Espanya en aquest camp, per darrere del Saló Internacional del Còmic de Barcelona i superant després d'una dura pugna al de Granada, i durant el saló les editorials espanyoles aprofiten per presentar les seves novetats hivernals.

## Trajectòria
La idea va sorgir de Paul de Munck, que va dirigir la seva primera edició el 1998. Altres intents anteriors havien fracassat.
- II: Expocómic 1999

Davant l'expectativa d'un augment de públic, en 1999 es va traslladar al Palau d'Esports de la Comunitat. Aquesta segona edició, va unir Expogames, el Saló del Rol i el Saló de Star Wars i va estar marcada per l'estrena de l'Amenaça fantasma.
- Expocómic III, IV, V, VII, VIII, IX...
- X: Expocómic 2007 (29/11 a 02/12, Pavelló de Convencions de la Casa de Campo)

L'últim dia es van organitzar activitats relacionades amb l'anime i el manga, incloent cosplay i karaoke.
- XI: Expocómic 2008 (27 a 30/11, Pavelló de Convencions de la Casa de Campo)

El lluitador El Hijo del Santo va assistir com convidat especial i es van oferir exposicions monogràfiques de Kenny Ruiz, Howard Chaykin, Carlos Giménez i Miriam Katin.
- XII: Expocómic 2009 (10 a 13/12, Pavelló de Cristall de la Casa de Campo)[8]

El jurat encarregat de decidir les nominacions als premis corresponents a aquesta edició va estar compost pels crítics Toni Guiral i Manuel Barrero; els editors Julian M. Clement, de Panini Comics, i Javier Zalbidegoitia, de Astiberri; el blogger Pedro García; representants de la llibreria especialitzada "El Mico Esgarrapa", la web "Trazos en el Bloc"; l'autor de còmic Jordi Bayarri i la pròpia organització de Expocómic. Els guanyadors es van determinar per vot popular a través de la web oficial de l'esdeveniment.
- XIII: Expocómic 2010 (9 a 12/12, Pavelló de Cristall de la Casa de Campo)
- XIV: Expocómic 2011 (1 a 4/12, Pavelló de Cristall de la Casa de Campo)

Compta amb un cartell de Émile Bravo, que acudeix com convidat.
- XV: Expocómic 2012 (29/11 a 2/12, Escorxador de Madrid)

Amb cartell de Max. A un mes escàs de celebrar-se, el tancament per part de l'Ajuntament de Madrid del Pavelló de Cristall, va obligar a buscar un espai alternatiu al Centre Cultural Escorxador Madrid.
- XVI: Expocómic 2013 (12 a 15/12, Pavelló de Cristall de la Casa de Campo)

Un cop solucionada la situació, Expocomic torna a celebrar-se en el mateix recinte on es portava celebrant des del 2009. Inaki Miranda és l'autor del cartell.

## Assistència
| 1998  | 1999  | 2000  | 2001  | 2002  | 2003   | 2004   | 2005   | 2006   | 2007   | 2008   | 2009   | 2010   | 2011   | 2012   | 2013   | 2014   | 2015   |
| ----- | ----- | ----- | ----- | ----- | ------ | ------ | ------ | ------ | ------ | ------ | ------ | ------ | ------ | ------ | ------ | ------ | ------ |
| 1.400 | 2.800 | 3.300 | 5.700 | 8.400 | 10.600 | 15.500 | 20.000 | 23.000 | 27.000 | 30.000 | 28.000 | 30.000 | 28.500 | 27.631 | 28.500 | 31.320 | 32.647 |

## Premis Expocómic
Millor Obra Nacional
- 2007: Waldemar Daninsky (Paul Naschy i Javier Trujillo)
- 2008: Arrugas (Paco Roca; Astiberri Ediciones)
- 2009: El Joc de la lluna (Enrique Bonet i José Luis Munuera; Astiberri Ediciones)
- 2010: Blacksad 4: L'infern, el silenci (Juan Díaz Canales i Juanjo Guarnido; Norma Editorial)
- 2011: L'hivern del dibuixant (Paco Roca, Astiberri)
- 2012: Curiosity Shop 2 (Teresa Valero/Montse Martín; EDT)
- 2013: Ardalén (Miguelanxo Prado; Norma Editorial)
- 2014: Blacksad: Amarillo (Juan Díaz Canales / Juanjo Guarnido; Norma Editorial)
- 2015: Els Cavallers de l'Ordre de Toledo (Juanfran Cabrejar i Javierre)

Millor Obra Internacional
- 2007: Capità America (Ed Brubaker, Steve Epting i Mike Perkins)
- 2008: Fábulas Hijos del Imperio (Bill Willingham i Mark Buckingham, Planeta)
- 2009: Los Muertos Vivientes 8: Creados para sufrir (Robert Kirkman i Charlie Adlard, Planeta DeAgostini)
- 2010: Kick Ass (Mark Miler i John Romita Jr; Panini Comics)
- 2011: Nemesis (Mark Miler/Steve McNiven; Panini Comics)
- 2012: Batman: Flashpoint (Brian Azzarello/Eduardo Risso; ECC Edicions)
- 2013: ¿Quién le zurcía al rey de Prusia mientras estaba en la guerra? (Zidrou / Roger Ibañez; Norma Editorial)
- 2014: Bella Mort (Kelly Sue DeConnick / Emma Ríos; Astiberri)
- 2015: Ull de Falcó (Matt Fraction i David Aja; Marvel)

Millor Guionista Nacional
- 2007: Jordi Bayarri (Entre Tenebres 4)
- 2008: Víctor Santos (Els Reyes Elfos: Històries de Faerie 2, Dolmen Editorial)
- 2009: Enrique Bonet (El Joc de la lluna, Astiberri Ediciones)
- 2010: Juan Díaz Canales (Els Patricioes, Dibbuks; Blacksad 4: L'infern, el silenci, Norma Editorial)
- 2011: Paco Roca (L'hivern del dibuixant; Astiberri)
- 2012: Teresa Valero (Curiosity Shop 2; EDT)
- 2013: David Rubín (L'Heroi 2; Astiberri)
- 2014: Juan Díaz Canales (Blacksad: Amarillo; Norma Editorial)
- 2015: El Torres (El fantasma de Gaudí; Dibbuks)

Millor Guionista Internacional
- 2007: Ed. Brubaker (Capità America, Daredevil, Patrulla X, Sleeper (comic) (2a. temporada), Catwoman)
- 2008: Alan Moore (Lost Girls, Norma Editorial)

Millor Dibuixant Nacional
- 2007: Carlos Pacheco (Superman/Batman, Superman)
- 2008: David Aja (L'Immortal Puny de Ferro, Panini Comics)
- 2009: Rafa Sandoval i Roger Bonet (L'Increïble Hèrcules: Invasió Sagrada, Panini Comics)
- 2010: Juanjo Guarnido (Blacksad 4: L'infern, el silenci; Norma Editorial)
- 2011: Carlos Pacheco (Ultimate Thor; Panini Comics)
- 2012: Montse Martin (Curiosity Shop 2: Talisman; EDT)
- 2013: David Aja (Ull de Falcó; Panini Comics)
- 2014: Montse Martín (Curiosity Shop 3; Dibbuks)
- 2015: Emma Ríos (Bella Mort; Astiberri Ediciones)

Millor Dibuixant Internacional
- 2007: Alan Davis (4 Fantàstics La Fi)
- 2008: Frank Cho (Els Poderosos Venjadors, Panini Comics)

Millor Autor revelació
- 2007: David Aja (Civil War: Frontline, Llobató Giant Size, Daredevil)
- 2008: Emma Ríos (Els Reyes Elfos: Històries de Faerie 2, Barsowia)
- 2009: Salva Espín (WWH: El Dia Després Control de Danys; Hèrcules, Llobató Primera Classe, Panini Comics)
- 2010: Iñigo Aguirre (Ibéroes)
- 2011: Montse Martin (Curiosity Shop; Ediciones Glenat)
- 2012: Daniel Sampere (JLA, Batman, Lliga de la Justícia Fosca; ECC Ediciones)
- 2013: Raul Arnaiz (Les llegendes de Parvaterra; Norma Editorial / Home; Autoedició)
- 2014: Enrique López Lorenzana (Nancy in Hell: Doble Sessió; Aleta Ediciones)
- 2015: Cristina Daura (VV.AA. Totes Putes; Dibbuks)

Millor Fanzine
- 2005: muCHOCOmi[23]
- 2007: Ull de Peix
- 2008: La Parada
- 2009: Adob 3
- 2010: Andergraün 3
- 2011: WEEzine
- 2012: Dosdé 4: Espiral
- 2013: Tractor Who
- 2014: Qui és Tocacollons?
- 2015: Les Aventures de Baltasar i Franco (Isa Vés-la, Cris Mateos, Diego DNM i Pablo Peube; Hipiti Lover)

Millor Còmic On-line
- 2009: Pardillos[24] de Carlos Azaustre.
- 2010: Conill Frustrat[25] de Mike Bonales.
- 2011: El Vosque de Sergio Morán i Laurielle.
- 2012: r. i. p.[26]
- 2013: Vull una noia de Sèrie B[27] d'Iván Sarnago.
- 2014: Eh, oncle! de Sergio Morán.
- 2015 Moderna de Poble Arxivat 2016-08-14 a Wayback Machine. de Raquel Córcoles.

Millor web
- 2007: Univers Marvel[28]
- 2008: Zona Negativa[29]

Premio Ós a la labor d'una vida
- 2010: José Ortiz[30]
- 2012: José Ramón Larraz
- 2014: Rosa Galcerán
- 2015: Alfonso Azpiri

Premio Ós a l'Entitat Recolzo al Còmic
- 2010: Tebeosfera[30]

Premi Especial Madroño
- 2012: Josep María Berenguer
- 2014: Associació d'Autors de Còmic

## Polèmica 2011
En 2011, el programa de televisió Tonterías las justas va realitzar un reportatge sobre l'edició d'aquest any, presentant un retrat de l'esdeveniment i els seus assistents durament criticat per la gent del sector incloent els organitzadors.